# Brunettes Shoot Blondes
Brunettes Shoot Blondes ([bruˈnɛts ʃut blɑndz], также BSB, рус. «Брюнетки стреляют блондинок») — украинская музыкальная группа, основанная в начале 2010 года в Кривом Роге. Созданию группы предшествовало знакомство вокалиста и автора песен Андрея Ковалёва с барабанщиком Романом Соболем. Исполняя музыку в жанре инди-поп и альтернатива, ведут активную концертную деятельность и работают над студийными записями.
Широкой общественности группа стала известна в сентябре 2014, благодаря вирусному клипу на песню Knock Knock, собравшему на YouTube более 5 миллионов просмотров за первые 10 дней после публикации. В начале 2015 года музыканты выпустили дебютную пластинку «Bittersweet», а также одноименный клип, сделанный в партнерстве с немецким автогигантом Opel.
На данный момент Brunettes Shoot Blondes не имеют контракта с определённым лейблом, самостоятельно занимаясь своим продвижением. Группа активно принимает участие в национальном отборе на Евровидение 2016. После первого полуфинала, который состоялся 6 февраля, где команда выступала с песней Every Monday, группа прошла в финал конкурса.

## Музыкальная жизнь группы
Изначально фронтмен коллектива играл в собственной группе Julia sleeps at the kitchen. В 2009 году коллектив распался. Но спустя год рождается Brunettes shoot blondes( на тот момент Андрею было 20).  Ранние треки группы взяты с репертуара Julia sleeps at the kitchen.
Первый концерт состоялся в клубе 44. В 2011—2014 годах Brunettes Shoot Blondes дают множество выступлений на Украине. Помимо этого, группа трижды выезжала в Европу с сериями концертов в разных городах. Среди них: фестиваль Wybieram Wschod (Познань, Польша), OstAnders 2013 (Нюрнберг, Германия), Eastern Hipsters (Белосток, Польша, 2014). В 2011 году музыканты участвуют в проекте Balcony TV в Познани, Польша.
В то же время группа записывает синглы, live видео, участвует в программах на украинском ТВ. К работе над песнями привлекает известных украинских музыкантов и саунд-продюсеров: Фагот (ТНМК), Евгений Филатов (The Maneken, Onuka).
Brunettes Shoot Blondes активно сотрудничает с известными брендами, их музыка нередко звучит в рекламных роликах: Watsons (песня You Broke My Heart), Новая Почта (песни Tomorrow и Nothing At All), Kyivstar (Knock Knock) ApplePay (песня You’ve Got To Move), McDonald’s (You’ve Got To Move). Видеоклип на песню Bittersweet был записан при поддержке Opel (а также был использован в рекламе Hide)
В 2016 году группа участвовала в национальнаом отборе на Евровидение от Украины с песне Every Monday, где они заняли 6 место. В 2019 году они также попробовали свои силы в национальном отборе, заняв 4 место в финале с синглом Houston. Номер дополнял мультирояль 19 века, который Андрей и Роман создали сами. Купив старый рояль, участники группы дополнили его различными инструментами: перкуссией, скрипками, и даже яйцами. Весь механизм имеет в себе 21 инструмент и работает на полной механике(0 электричества). Напомним, что Украине не участвовала в Евровидении в 2019 году. Нацотборы расширили круг слушателей группы. На просторах интернета можно найти уйму фансообществ.

## Успех с видеоклипом «Knock Knock»
В сентябре 2014 на своем канале YouTube группа Brunettes Shoot Blondes опубликовала видеоклип на песню «Knock Knock», что представляет собой видеосъёмку анимации, которая воспроизводится на 14-ти устройствах компании Apple. В сюжете обыгрывается история взаимоотношений двух персонажей: зайца и девушки, «переходящих» из одного устройства на другое. Видео снималось одним дублем, одной камерой и без монтажа. Разработкой идеи и производством клипа занимались сами музыканты, а режиссёром выступил фронтмен группы. В первые пять дней ролик набрал более 600 000 просмотров. На декабрь 2014 года количество просмотров превысило 6000000. Видео также было загружено в социальную сеть Facebook, где параллельно за несколько недель собрал более 26 миллионов просмотров и более 800 000 распространений. 
В октябре 2014 года видео попало на первое место на YouTube в категории «Новые исполнители со всего мира» («Emerging Artists From Across the Globe»). Также сделано множество интервью и публикаций в топовых мировых СМИ: Billboard, Yahoo!, The Daily Mirror, Mashable , Business Insider , Daily Mail, USA Today , Rolling Stone, The Verge , Dezeen , Huffington Post, AWN , Devour , Fox News, Gizmodo , Cnet , Metro.
Успехи видео были отмечены Администрацией Президента Украины. Вокалист группы Андрей Ковалёв получил новый тип загранпаспорта Украины (биометрический) от Президента в числе культурных деятелей, представляющих Украину за рубежом .

## Дебютный альбом Bittersweet
В начале 2015 года Brunettes Shoot Blondes выпускают дебютный мини-альбом «Bittersweet». Треклист пластинки состоит из четырёх песен, включая известные синглы «Knock knock» и «Bittersweet», выпущенные ранее.
«Особенная пластинка особенной группы. Brunettes Shoot Blondes — интернет сенсация из Украины» — под таким заголовком в интернете появилась информация о выпуске EP. Андрей Ковалёв отмечает: «EP „Bittersweet“ — это первый релиз группы, в который мы вложили массу сил и вдохновения. Основную часть материала записывали на студиях Варшавы и Киева»
На заглавную песню «Bittersweet» был создан видеоклип. Саунд-продюсером трека выступил Евгений Филатов, а спонсором — компания автопроизводитель Opel. В работе над роликом группа впервые сотрудничала с немецким рекламным агентством Scholz & Friends Group. Задумка клипа строится на использовании эффекта «картинка в картинке» — последовательной «живой» съёмки экранов устройств без использования компьютерной вставки изображения.

## Дискография

### Мини-альбомы
- 2015 — Bittersweet (EP)
- 2017 — Hips (EP)

### Синглы
- «I Don’t Know»
- «You Broke My Heart»
- «You’ve Got To Move»
- «Cigarette Day»
- «Sarah»
- «One, Two, Three, Girl»
- «Knock knock»
- «Bittersweet»
- «Every Monday»

## Видеография
| Год  | Клип           | Режиссёр          | Альбом      |
| ---- | -------------- | ----------------- | ----------- |
| 2013 | «I Don’t Know» | Денис Бреславский | —           |
| 2014 | «Knock Knock»  | Андрей Ковалёв    | Bittersweet |
| 2014 | «Bittersweet»  | Андрей Ковалёв    | Bittersweet |
| 2017 | «Hips»         | Андрей Ковалев    | Hips        |
| 2019 | «Houston»      | Андрей Ковалев    | —           |